# جوش بيرس
جوش بيرس (بالإنجليزية: Josh Pearce)‏ هو لاعب كرة قاعدة أمريكي، ولد في 20 أغسطس 1977 في ياكيما في الولايات المتحدة.